# Desford
 (février 2025).
Si vous disposez d'ouvrages ou d'articles de référence ou si vous connaissez des sites web de qualité traitant du thème abordé ici, merci de compléter l'article en donnant les références utiles à sa vérifiabilité et en les liant à la section « Notes et références ».
Desford est un village situé dans le Leicestershire, Angleterre. On y trouve un collège (Bosworth College), une école primaire, cinq pubs, un club sportif et un parc d'oiseaux tropicaux.[réf. nécessaire]